# Platycystis cirratuli
Platycystis cirratuli is een soort in de taxonomische indeling van de Myzozoa, een stam van microscopische parasitaire dieren. Het organisme komt uit het geslacht Platycystis en behoort tot de familie Selenidiidae. Platycystis cirratuli werd in 1866 ontdekt door Lankester.